# Języki czońskie
Języki czońskie – autochtoniczna południowoamerykańska rodzina języków używanych na terenie Chile i Argentyny, głównie na obszarze Patagonii. W większości są to języki wymarłe.

## Klasyfikacja
- Subfyla czońska
  - Języki czońskie
    - Języki czońskie właściwe
      - Języki czońskie właściwe kontynentalne
        - Język tehuelcze †?
        - Język teushen †

      - Języki czońskie właściwe wyspowe
        - Język ona (selknam, czon) †
        - Język haush (manek'enk) †

    - Język gününa küne (gennaken, tehuelcze północny, puelcze, pampa, gününa yajich) †

Klasyfikacja języków czońskich: Campbell 2012. Gününa küne często uchodzi za izolat. Niewykluczone, że praktycznie niepoznany język querandí był spokrewniony właśnie z gününa küne. 
Subfyla czońska (Majewicz 1989) obejmuje języki rodziny czońskiej wraz z językiem mapucze (mapudungun).